# Carl Andreas Göpfert
Pour les articles homonymes, voir Göpfert.
Carl Andreas Göpfert (ou Gœpfert) (né le 16 janvier 1768 à Rimpar, décédé le 11 avril 1818 à Meiningen) est un clarinettiste virtuose et compositeur allemand. Il est appelé le « Mozart de Meiningen » parce que son œuvre est aussi variée que celle de Wolfgang Amadeus Mozart. L'instrument principal de Göpfert était la clarinette, mais il jouait également de la guitare, du piano et de l'orgue. Göpfert a composé dans plusieurs genres, notamment des symphonies, des concertos, des ensembles à vent, des sonates et des chansons.

## Biographie
Carl Andreas Göpfert est né le 16 janvier 1768 à Rimpar près de Würzburg, fils d'un officier de chirurgie. D'abord initié au chant, au piano et à l'orgue par le maître d'école/Kapellmeister local, sa préférence pour la clarinette le conduit en 1780 chez le célèbre virtuose de la clarinette de Würzburg, Philipp Meißner, qui lui a peut-être aussi enseigné les rudiments de la composition.  
En 1788, Göpfert s'installe à Vienne. Pendant son séjour à Vienne, il étudie la théorie musicale et la composition avec Mozart pendant environ un an et demi. 
L'habileté phénoménale que Göpfert acquiert rapidement à la clarinette lui vaut d'être engagé en 1793 comme premier clarinettiste de l'orchestre de la cour de Georges Ier de Saxe-Meiningen. Il reçoit une médaille d'or pour avoir dédié au roi Frédéric-Guillaume III une Fantasia militare (1813) pour orchestre d'harmonie « pour célébrer l'inoubliable victoire et la paix en 1813 ».
Il prend également en charge la musique du corps militaire de la cour. C'est là qu'il introduit la musique de Mozart et de Haydn - en tant que maître de chapelle de la cour (Kapellmeister c'est-à-dire directeur de la musique de la cour).
Il développe également une œuvre de composition personnelle créative, mais cette performance ne fut guère encouragée par son entourage de son vivant, même si sa virtuosité en tant que musicien ainsi que ses compositions étaient tout à fait appréciées.
En 1798, il obtient un congé pour s'établir comme soliste à Vienne, mais celui-ci est annulé et il est contraint de retourner à Meiningen où le poste de maître de chapelle ne se concrétise pas. 
À Bad Liebenstein, l'ancienne résidence d'été des ducs de Saxe-Meiningen, Göpfert dirige à partir de 1798 la musique d'harmonie, c'est-à-dire l'accompagnement lors des bals, des redoutes et de la table, depuis le début de l'établissement d'une activité balnéaire permanente par Georges Ier.
Bien que la vie de concert ait connu une apparente prospérité au siècle des Lumières, Göpfert était un serf du duc et était traité comme son serviteur largement dépourvu de droits et non comme un artiste libre. Göpfert était de plus en plus conscient de l'étroitesse de cette petite résidence, il essaya de se perfectionner en musique, mais échoua à cause de l'étroitesse d'esprit de son maître de service qui lui refusa toujours - plusieurs demandes et requêtes sont archivées  - un voyage d'étude à Vienne pour voir Mozart, que Göpfert admirait.
Malgré cela, Göpfert est tout de même artistiquement productif et compose un grand nombre de concertos et de musiques d'harmonie pour la cour de Meiningen et la résidence de Bad Liebenstein.
Göpfert a essayé au moins à deux reprises d'obtenir un meilleur poste. La première fois, il envoie un grand nombre d'œuvres en France, dédiées à l'armée française et à Napoléon en tant que Premier Consul (après la mi-1800-1804). Cet ensemble de pièces le décrit comme première clarinette de la chapelle et directeur de la musique de la vénerie du comte. 
En 1817, il postule pour un poste à la maison d'Oettingen-Wallerstein (en) et la lettre qu'il leur a adressée contient les remarques sur les études avec Mozart et l'arrangement de ses œuvres pour l'Harmoniemusik. Göpfert écrit : « Comme j'ai étudié avec la plus grande ferveur pendant une vingtaine d'années, et que j'ai également reçu pendant un an et demi l'enseignement de Mozart dans l'étude avancée de la théorie musicale. J'ai toujours préféré ces instruments aux ensembles à vent, et c'est pourquoi mon estimé professeur, Mozart, m'a donné toutes les partitions de ses opéras, en me chargeant de les arranger pour musique d'harmonie. »
Bien qu'honorée comme une personne droite et « aimable bourgeois », Göpfert est mort à Meiningen le 11 avril 1818 d'épuisement total, appauvri et désespéré sur le plan artistique. Le journal Leipziger Allgemeine Musikalische Zeitung fit à l'époque l'éloge de son œuvre en termes élogieux et déplora en même temps son destin personnel dans une nécrologie. L'œuvre de Göpfert, appréciée et très jouée de son vivant, sommeille aujourd'hui dans les archives. Göpfert était un excellent compositeur et arrangeur prolixe, et il est fort possible qu'il ait été l'arrangeur attitré de N. Simrock à Bonn. Cela peut expliquer ses arrangements des œuvres vocales de Mozart, puisque Simrock a publié les originaux entre 1798 et 1800. Il a également préparé une version pour octuor de la Gran Partita de Mozart, et arrangé des marches, la Symphonie « Paris » K. 297 et le Rondo alla Turca de la sonate pour piano K. 331. Son arrangement de la Création de Haydn de 1817 reste perdu, tout comme la plupart de ses œuvres pour clarinette. Parmi les œuvres inédites figurent trois symphonies, un concerto pour hautbois, un concerto pour trompette, un double concerto pour deux bassons, une symphonie concertante pour clarinette, basson et orchestre, des pièces pour piano, des lieder, des pièces pour guitare et une multitude de pièces pour musique d'harmonie.
Récemment, certaines œuvres ont été réinterprétées, notamment par le clarinettiste Dieter Klöcker et l'Orchestre philharmonique d'Iéna avec un premier enregistrement de trois concertos pour clarinette.

## Œuvres choisies
Des arrangements de musique d'harmonie de Göpfert datant du début du 19e siècle, probablement tous prévus pour les bains de Liebenstein, nous sont parvenus, notamment des œuvres de Johann Rudolf Zumsteeg, Joseph Haydn et Wolfgang Amadeus Mozart.
- 15 danses pour 2 hautbois, 2 clarinettes, 2 bassons, 2 cors, trompette.
- Concerto en si bémol majeur pour clarinette, Op. 1
- Sonate pour deux guitares et flûte, Op. 11
- Sonate pour basson (ou alto) et guitare, Op. 13
- Concerto en mi bémol pour clarinette, Op. 14
- Sonate pour flûte et guitare, Op. 15
- 3 Quatuors pour clarinette, violon, alto et violoncelle, Op. 16
- Douze petites pièces pour deux guitares, Op. 17
- Variations pour guitare et flûte, op. 18
- 2 Duos concertants pour clarinette et basson, op. 19
- Concerto en si bémol pour clarinette, op. 20
- Concerto en fa pour cor et orchestre, op. 21
- 3 Duos concertants, op. 22
- Douze pièces harmoniques pour deux clarinettes, deux cors et deux bassons, op. 26
- Concerto en si bémol pour clarinette, op. 27
- Variations pour la flûte, Accompagnement avec deux Violons, Alto, Violoncelle, 2 Hautbois, 2 Cors et 2 Bassons, Op. 28
- 6 duos faciles pour deux clarinettes, op. 30
- 24 duos faciles pour deux cors, op. 31
- Premier Pot-pourri pour clarinette et orchestre, op. 32
- Fantaisie militaire pour l'orchestre, op. 33
- Concerto en mi bémol pour clarinette, op. 35
- Sonate facile pour piano et cor (ou alto), op. 35 (partage le même numéro d'opus que son concerto pour clarinette). Publié après sa mort à Leipzig 1823
- 3 Quatuors pour clarinette, violon, alto et violoncelle, Op. 36
- 3 Duos progressifs pour deux violons, Op. 37
- Deuxième Pot-pourri pour la Clarinette, accompagné de deux Violons, Alto, Violoncelle, deux Hautbois, deux Cors, deux Bassons, Op. 38

## Enregistrement
- Three Clarinet Concertos par Dieter Klöcker et la Jenaer Philharmonie, dir. Johannes Moesus  (CPO 777 407-2, 2010)